# Evadne (hija de Poseidón)
En la mitología griega, Evadne (en griego, Εὐάδνη) era hija de Poseidón, dios del mar y Pítane, hija del dios fluvial Eurotas. Tras su nacimiento su padre ordenó que fuese entregada al cuidado del rey Épito que reinaba en un territorio de Arcadia llamado Fesana, próximo al río Alfeo. 
Evadne fue amada por el dios Apolo y quedó embarazada. El rey Épito, cuando se enteró, fue a consultar al oráculo de Delfos, que le informó de que ese hijo de Evadne procedía de la simiente de Apolo y que por ello tendría poderes de adivino y generaría un célebre linaje. Entretanto, Evadne dio a luz y por vergüenza, expuso al niño, pero este fue alimentado por serpientes que le proporcionaron miel. Cuando descubrió que había sobrevivido, Evadne lo recuperó y le dio el nombre de Yamo porque lo encontró tendido entre violetas.